# SG Prinz Brunnenbau Volleys
Die SG Prinz Brunnenbau Volleys ist ein österreichischer Sportverein aus Perg in Oberösterreich, der durch seine Frauenvolleyballabteilung bekannt ist. Die Spielgemeinschaft wurde 1997 gegründet und ist Mitglied des Oberösterreichischen Volleyball Verbandes. Die Heimspiele werden in der Donauwell Arena, der Bezirkssporthalle Perg, ausgetragen, die Vereinsfarben sind weiß und schwarz.

## Geschichte
Die Spielgemeinschaft Prinz Brunnenbau Volleys hat ihren Ursprung im Jahre 1997 mit der Gründung der Spielgemeinschaft SCHWUPS (Schwertberg und Perg) zwischen der Union Schwertberg und ASKÖ Perg. Später schlossen sich der ASKÖ Ried/Riedmark und DSG Union Naarn an und bieten seit 2012 ein durchgängiges Konzept für Volleyballspieler von der Volksschule bis zur Bundesliga im Mühlviertel an.

## Erfolge
- Aufstieg in die Bundesliga: 2014/15
- Erreichen Cup Final Four: 2017/18, 2018/19